# Liste von Mühlenmuseen
Die Liste von Mühlenmuseen enthält Museen, die die Geschichte und Technik von Mühlen darstellen und Freilichtmuseen, die eine oder mehrere Mühlen enthalten.

## Deutschland
Hinweis: Objekte nach den Ortsteilen in oder bei denen sie liegen alphabetisch zu sortieren!

### Baden-Württemberg
- Müllheim: Markgräfler Museum Müllheim in der Frick-Mühle, in Müllheim im Markgräflerland
- Musberg: Mäulesmühle in Musberg in Leinfelden-Echterdingen
- Sersheim: Fessler Mühle in Sersheim
- Vesperweiler: Mönchhof-Sägemühle in Vesperweiler

### Bayern
- Egenhofen: Furthmühle in Egenhofen
- Schwabsoien: Hammerschmiede Schwabsoien in Schwabsoien
- Thierhaupten: Mühlenmuseum in der Klostermühle in Thierhaupten[1]

### Berlin
- kein Museum

### Brandenburg
- Elsterwerda: Schauanlage in der Bockwindmühle von Elsterwerda
- Potsdam: „Berlin-Brandenburgisches Mühlenmuseum“ und zugleich funktionstüchtige Schauanlage Historische Mühle von Sanssouci, Schloßpark Sanssouci, Potsdam

### Bremen
- kein Museum

### Hamburg
- Hamburg-Wilhelmsburg  Hamburger Mühlenmuseum Windmühle Johanna

### Hessen
- Ginsheim: Rekonstruktion einer historischen Rhein-Schiffsmühle in Ginsheim-Gustavsburg[2]

### Mecklenburg-Vorpommern
- Benz: Museumsmühle Benz in Benz auf Usedom
- Schwerin: Schleifmühle Schwerin in Schwerin
- Woldegk: Mühlenmuseum Woldegk in Woldegk

### Niedersachsen
- Aurich: Stiftsmühle (Aurich) in Aurich
- Aurich: Meints Mühle in Aurich
- Bedekaspel: Wasserschöpfmühle Agnes in Südbrookmerland-Bedekaspel
- Delmenhorst: Wassermühle Hasbergen in Delmenhorst
- Dornum: Bockwindmühle Dornum in Dornum
- Ebergötzen: Wilhelm-Busch-Mühle in Ebergötzen
- Gehrden: Struckmeyersche Mühle in Gehrden
- Gifhorn: Internationales Wind- und Wassermühlen-Museum in Gifhorn
- Moisburg: Mühlenmuseum Moisburg in Moisburg
- Moorsee: Museum Moorseer Mühle in Moorsee bei Nordenham-Abbehausen
- Norden: Deichmühle in Norden in Ostfriesland
- Pewsum: Mühlenmuseum Pewsum in Pewsum
- Suhlendorf: Handwerksmuseum Suhlendorf in Suhlendorf
- Wiegboldsbur: Mühle Wiegboldsbur in Südbrookmerland-Wiegboldsbur
- Wittmund: Peldemühle in Wittmund

### Nordrhein-Westfalen
- Breckerfeld: Mühlenhof Breckerfeld in Breckerfeld
- Büren: Mittelmühle Büren in Büren
- Hiesfeld: Mühlenmuseum Hiesfeld in Dinslaken-Hiesfeld
- Löhne: Mühlenmuseum Kemena in Löhne bei Herford
- Monschau: Senfmühle Monschau in Monschau
- Oppum: Geismühle in Krefeld-Oppum
- Wegberg: Schrofmühle in Wegberg

### Rheinland-Pfalz
- Edenkoben: Mühlenmuseum Edenkoben in Edenkoben, Besichtigung nach telefonischer Anmeldung[3]
- Elmstein: Wappenschmiede Elmstein in Elmstein
- Großkarlbach: Dorfmühle in Großkarlbach
- Schweich: Molitorsmühle in Schweich

### Saarland
- kein Museum

### Sachsen
- Altenberg: Museum historische Zinnerzwäsche (Naßpochwerk) Altenberg in der ehem. Naumann-Mühle/ „IV. zwitterstockgewerkschaftliche Wäsche“, mit Wasserradantrieb, Altenberg, Erzgebirge
- Antonsthal: Museum Silberwäsche Antonsthal (Pochwerksmühle mit Wasserradantrieb), in Antonsthal bei Schwarzenberg, Erzgebirge
- Audenhain: Paltrockwindmühle „Ebbecke“ in Audenhain, funktionstüchtig, Privatmuseum (Anmeldung und Mühlentag), in Audenhain bei Mockrehna, Nordsachsen
- Authausen: Schauanlage Bockwindmühle „Ludwig“ (1713) in Authausen, funktionstüchtig, zu Sonderterminen und am Mühlentag geöffnet, Authausen bei Laußig, (und die restaurierte Bockwindmühle „Fiehn“ ohne Maschinen in Authausen), Nordsachsen
- Badrina: ehem. Wassermühle Badrina, heute Bäckerei, Besichtigung am Mühlentag möglich, Badrina bei Schönwölkau, Nordsachsen
- Beilrode: Holländerwindmühle Beilrode (Turmwindmühle mit fünf Etagen), funktionstüchtige Schaumühle, Vereinsmuseum (Anfrage und Mühlentag), in Beilrode bei Torgau, Nordsachsen
- Blankenhain: Bockwindmühle (ehem. Großensteiner „Kreutzmühle“) im Freilichtmuseum Deutsches Landwirtschaftsmuseum Schloss Blankenhain, zeitweise Innenbesichtigung der Windmühle möglich, Westsachsen
- Bautzen: Museum Alte Wasserkunst in Bautzen, Wasserhebemühle, Bautzen, Oberlausitz
- Dahlenberg: Dorfmühle Dahlenberg (ehem. „Hammer-Mühle“), Privatmuseum in der Wassermühle (Anfrage sowie Mühlentag), Sägemühle und Mahlmühle, horizontales Sägegatter und Geräteausstellung, turbinenbetrieben, in Dahlenberg bei Trossin, Nordsachsen
- Düben, Bad: Stadtmühle „Schüßler“ in Düben, Turbinenantrieb, ehem. Mahlmühle, Ölmühle, Walkmühle und Sägemühle (Wassermühle, privat, am Mühlentag zu besichtigen), Bad Düben, Nordsachsen
- Düben, Bad: Bockwindmühle aus Glesien, versetzt nach Bad Düben, funktionstüchtige Schauanlage, Vereinsmuseum (Mühlentag), Bad Düben, Nordsachsen
- Düben, Bad: Bergschiffmühle Bad Düben, Schiffsmühle im Park des Museums Burg Düben, Bad Düben, Nordsachsen
- Düben, Bad: Niedermühle Düben (Bäckerei Paetsch), ehemalige Mühle am Mühlentag besichtigbar, Bad Düben, Nordsachsen
- Düben, Bad: Obermühle Düben, ehem. Mahl-, Schneide- und Ölmühle mit Wasserrad, zum Mühlentag zu besichtigen, Bad Düben, Nordsachsen
- Dölitz: Museum Dölitzer Wassermühle, turbinenbetriebene Schrotmühle, Vereinsmuseum, in Leipzig-Dölitz, Mittelsachsen
- Dorfchemnitz (bei Sayda): Museum Eisenhammer Dorfchemnitz, wasserradgetriebenes Hammerwerk (Hammermühle) in Dorfchemnitz bei Sayda, Osterzgebirge
- Dorfchemnitz (bei Zwönitz): Museum „Knochenstampfe“ (Knochenmühle) in Dorfchemnitz bei Zwönitz, Erzgebirge
- Eilenburg: Bechers Mühle (Turmwindmühle), Leipziger Landstraße 12, Mehlmühle/Schrotmühle von 1863 (laut Wetterfahne), als Privatbesitz nur zu besonderen Terminen und am Mühlentag geöffnet, Eilenburg, Nordsachsen
- Freibergsdorf: Freibergsdorfer Hammerwerk, Vereinsmuseum an Sonderterminen geöffnet, wasserradgetriebenes Hammerwerk (Hammermühle), Freibergsdorf bei Freiberg (westlicher Stadtteil), Erzgebirge
- Frohnau: Frohnauer Hammer in Frohnau bei Annaberg-Buchholz (wasserradgetriebenes Hammerwerk), Erzgebirge
- Gerbisdorf: Industriemühle/Motormühle Gerbisdorf, Privatmuseum, offen zu besonderen Terminen und am Mühlentag, Schrotmühle, in Gerbisdorf bei Schkeuditz (eine ehemals daneben stehende Bockwindmühle existiert nicht mehr), Nordwestsachsen
- Großwig: Bockwindmühle Hübner Mühle in Großwig, errichtet von 1845-1847, funktionstüchtig restauriert durch Gemeinde Dreiheide, geöffnet zu besonderen Terminen, in Dreiheide-Großwig, Nordsachsen
- Grünthal: Museum Althammer der Saigerhütte Grünthal, wasserradgetriebenes Hammerwerk (Hammermühle), in Olbernhau-Grünthal, Osterzgebirge
- Höfgen: Museum und Schauanlage Wassermühle Höfgen und zusätzlich die besichtigbare Schiffsmühle Höfgen, Höfgen bei Grimma, Mittelsachsen
- Hohenprießnitz: Göpelmühle/Roßmühle in der Heimatscheune Hohenprießnitz, teilweise original, teilweise Neubau, zu besonderen Terminen wird die Mühle durch ein Pferd angetrieben, Hohenprießnitz bei Zschepplin, Nordsachsen
- Hohenroda: Bockwindmühle Hohenroda von 1790, Öl- und Kornmühle, Museum der Gemeinde Schönwölkau, Führungen, Ausstellungsbereich, Trauungen in der Mühle, Hohenroda bei Schönwölkau, Nordsachsen
- Kottmarsdorf: Bockwindmühle Kottmarsdorf, zugängig am Mühlentag und voll funktionsfähig, Kottmarsdorf bei Kottmar
- Kyhna: Paltrockwindmühle Kyhna, in Restauration (auch die Maschinentechnik), zu besichtigen nach Terminvereinbarung und am Mühlentag, (privat), ehem. Bockwindmühle von 1825 (Balkeninschrift), 2005 umgebaut zur Paltrockmühle, in Kyhna in Neukyhna bei Wiedemar, Nordsachsen
- Lawalde: Mühlenmuseum Niedermühle Lawalde, Wassermühle mit Umgebindehaus und oberschlächtigem Wasserrad und Transmissionstechnik, Führungen nach Vereinbarung, Oberlausitz[4]
- Lengenfeld: aktive Wassermühle/Industriemühle  Klopfermühle mit Transmissionstechnik, Privatmuseum (Anfrage sowie Mühlentag) in Lengenfeld im Vogtland, Westsachsen
- Linda bzw. Lindenvorwerk: Lindigtmühle, Wassermühlenmuseum am Lindenvorwerk bei Kohren-Sahlis, Mittelsachsen
- Neustädtel: Museum Siebenschlehener Pochwerk mit Wasserradantrieb, Schneeberg-Neustädtel, Erzgebirge
- Niederlungwitz: zwei private Mühlenmuseen: Obermühle St. Peter Niederlungwitz (Getreidemühle und Sägemühle), sowie die Papiermühle St. Peter Niederlungwitz, beide zu Sonderterminen zu besichtigen, Westsachsen
- Niederzwönitz: Museum Papiermühle Niederzwönitz am Köhlerberg bei Zwönitz, älteste funktionstüchtige Papiermühle Deutschlands, Erzgebirge
- Oderwitz: Eisenmühle Oderwitz in Elstertrebnitz-Oderwitz, Westsachsen
- Ossa: Privatmuseum historische Schau-Sägemühle in Ossa bei Geithain, Besichtigung nach Anmeldung oder zu Sonderterminen, Mittelsachsen
- Ottendorf: Neumannmühle (Sächsische Schweiz) in Ottendorf bei Sebnitz, Sächsische Schweiz
- Plauen (bei Dresden): Museum Hofmühle Dresden in der Bienertmühle in Dresden-Plauen
- Pockau: Museum und Schauanlage Ölmühle Pockau, voll funktionstüchtig, Pockau, Erzgebirge
- Reichenau: funktionstüchtige Wassermühle/Sägemühle Illingmühle im Gimmlitztal, zu besonderen Terminen zugängig, bei Reichenau
- Reichenau: Privatmuseum Weicheltmühle im Gimmlitztal, nach Terminabsprache, Gemeinde Reichenau
- Schönau: restaurierte Bockwindmühle (1862) in Schönau, ehemals in Breunsdorf gestanden, umgesetzt, privat, besichtigbar auf Anfrage sowie am Mühlentag, Schönau bei Frohburg, Mittelsachsen
- Schwarzkollm: Krabat-Mühle Schwarzkollm, Museumsmühle (Neuaufbau), Infozentrum, im Koselbruch bei Schwarzkollm/Hoyerswerda, Niederlausitz
- Seyde: Museum Sägemühle Herklotzmühle bei Seyde, Vereinsmuseum, Osterzgebirge
- Sobrigau: Mühlenmuseum Hummelmühle in Sobrigau im Lockwitztal bei Kreischa-Sobrigau, Privatmuseum auf Anfrage offen, Turbine, Walzenstühle etc.
- Syrau: Holländerwindmühle Syrau in Syrau, Vogtland
- Tiefensee: Bockwindmühle „Sommerfeld“, funktionstüchtige Schaumühle, Privatmuseum (am Mühlentag offen), ehemals bei Delitzsch gestanden, umgesetzt nach Tiefensee bei Bad Düben, sowie eine ebenfalls besichtigbare Motormühle der 1950er Jahre in separatem Gebäude nebenan, Nordsachsen
- Waltersdorf: Volkskunde- und Mühlenmuseum in der „Mittel-Mühle“ von Waltersdorf bei Großschönau, Oberlausitz
- Wolkenburg: Mühle Wolkenburg (Industriemühle mit Turbinen, Transmissionssystem des 19. Jh.) in Wolkenburg/Mulde, geöffnet am Mühlentag, Westsachsen
- Zschonergrund: Zschonermühle, Zschonergrund 2 bei Dresden, privates Mühlenmuseum (Anfrage), Hofwirtschaft und Puppenbühne
- Zug: Museum Drei-Brüder-Schacht (Kavernenkraftwerk/Wasserturbinenanlage, unzugängig), bei Zug bei Freiberg, Erzgebirge

### Sachsen-Anhalt
- Reppichau: Mühlenmuseum Alte Mühle in Reppichau, Industriemühle

### Schleswig-Holstein
- Lauenburg: Mühlenmuseum Lauenburger Mühle in Lauenburg
- Lemkenhafen: Mühlenmuseum Lemkenhafen in Lemkenhafen auf Insel Fehmarn

### Thüringen
- Erfurt: Neue Mühle (Erfurt) in Erfurt
- Gardschütz: aktive Wassermühle (Industriemühle mit Turbinen) in Gardschütz, Mühlenrestaurant, Mühlenanlage kann zu besonderen Terminen besichtigt werden, Altenburger Land/Ostthüringen
- Lumpzig: Lumpziger Bockwindmühle, Schauanlage/Vereinsmuseum in Lumpzig, Altenburger Land/Ostthüringen
- Ohrdruf: Museum Tobiashammer, wasserradgetriebenes Hammerwerk (Hammermühle) in Ohrdruf
- Ziegenrück: Wasserkraftmuseum in der Fernmühle in Ziegenrück, Turbinenmuseum, Südthüringen

## Österreich
- Mühlenmuseum Furthmühle in Pram, Oberösterreich
- Mühlenmuseum Reichenthal-Hayrl in Reichenthal, Oberösterreich
- Mühlenmuseum Saxen in Saxen, Oberösterreich
- Museum Stoffels Säge-Mühle, in Hohenems, Vorarlberg
- Strutz-Mühle in Wies, Steiermark

## Schweiz
- Mühlemuseum Brüglingen, Münchenstein BL
- Höhlenmühlen von Le Locle, Le Locle NE
- Mühle Tiefenbrunnen in Zürich
- La Maison du blé et du pain, Echallens VD
- Vieux Moulins de la Tine, Troistorrents VS
- Museum Rainmühle, Emmenbrücke LU

## Australien
- Connor's Mill in Toodyay, Western Australia
- Old Mill Perth in Perth, Western Australia

## Belgien
- Molenmuseum Lommel in Lommel, Provinz Limburg
- Molenmuseum Overpelt in Overpelt, Provinz Limburg
- Molenmuseum Sint-Amands in Sint-Amands, Provinz Antwerpen
- Molenmuseum Wachtebeke in Wachtebeke, Provinz Ostflandern

## Frankreich
- Bliesmühle in Saargemünd, Département Moselle
- Musée des Moulins in Villeneuve-d’Ascq, Département Nord

## Kanada
- Todmorden Mills Heritage Museum in Toronto, Ontario
- Watson's Mill in Manotick, Ontario

## Kroatien
- Gašparov mlin (Gaspars Mühle) in Jelenje im Nordwesten Kroatiens

## Niederlande
- Molenmuseum De Valk in Leiden, Zuid-Holland
- Molenmuseum De Wachter in Zuidlaren, Drenthe
- Molenmuseum De Walvisch in Schiedam, Zuid-Holland
- Nederlands Openluchtmuseum in Arnheim, Gelderland
- Museummolen Schermerhorn in Alkmaar, Noord-Holland
- Molenmuseum Zaanstad in Zaanse Schans, Noord-Holland, siehe Zaanse Schans, Abschnitt Mühlen an der Zaanse Schans
- Molenmuseum Zevenhuizen in Zuidplas, Zuid-Holland

## Spanien
- Aceñas de Olivares in Zamora, Region Kastilien-León

## Ukraine
- Museum für Volksarchitektur und Brauchtum der Ukraine in Kiew

## USA
- Baxter Mill in West Yarmouth, Massachusetts
- Chatham Windmill in Chatham, Massachusetts
- Pickwick Mill in Pickwick, Minnesota
- Washburn A Mill in Minneapolis, Minnesota